# Nikołaj Nikołajew-Żurid
Nikołaj Gałaktionowicz Nikołajew-Żurid (ros. Никола́й Галактио́нович Никола́ев-Жу́рид, ur. w lutym 1897 w Konotopie, zm. 6 lutego 1940) – Ukrainiec, funkcjonariusz radzieckich służb specjalnych, komisarz bezpieczeństwa państwowego III rangi.

## Życiorys
W 1915 skończył gimnazjum w Kijowie, 1915-1916 studiował na Wydziale Prawnym Uniwersytetu Kijowskiego, od stycznia do listopada 1917 w rosyjskiej armii, od marca 1918 w Armii Czerwonej, od czerwca 1919 w organach Czeki, początkowo starszy śledczy Wydziału Specjalnego 12 Armii, później funkcjonariusz Wydziału Specjalnego Kijowskiego Okręgu Wojskowego. Od stycznia 1920 członek RKP(b)/WKP(b), od marca 1921 pracownik centrali Wszechukraińskiej Czeki w Kijowie, od lipca 1923 w Pełnomocnym Przedstawicielstwie OGPU w Kraju Północnokaukaskim, od 21 września 1930 do 21 listopada 1932 pomocnik szefa Wydziału Specjalnego OGPU ZSRR, od 5 września 1931 do 21 listopada 1932 szef Oddziału 3 Wydziału Specjalnego OGPU ZSRR, od 21 listopada 1932 do 5 stycznia 1934 II zastępca pełnomocnego przedstawiciela OGPU w Kraju Północnokaukaskim, od 5 stycznia do 10 lipca 1934 I zastępca pełnomocnego przedstawiciela OGPU ZSRR w Kraju Azowsko-Czarnomorskim. Od 15 lipca 1934 do 5 stycznia 1935 zastępca szefa Zarządu NKWD Kraju Azowsko-Czarnomorskiego, od 4 stycznia 1935 do 28 listopada 1936 zastępca szefa Zarządu NKWD obwodu leningradzkiego, od 29 listopada 1935 komisarz bezpieczeństwa państwowego III rangi, od 28 listopada do 25 grudnia 1936 szef Wydziału Operacyjnego Głównego Zarządu Bezpieczeństwa Państwowego. Od 25 grudnia 1936 do 14 czerwca 1937 szef Wydziału 2 Głównego Zarządu Bezpieczeństwa Państwowego, od 14 czerwca 1937 do 28 marca 1938 szef Wydziału 5 Głównego Zarządu Bezpieczeństwa Państwowego, od 28 marca do 29 września 1938 szef Wydziału 1 Zarządu 3 NKWD ZSRR, równocześnie od 20 kwietnia do 28 maja 1938 zastępca szefa Zarządu 2 NKWD ZSRR, od 9 czerwca do 29 września 1938 zastępca szefa Zarządu 1 NKWD ZSRR, od 29 września do 25 października 1938 szef Wydziału 3 Głównego Zarządu Bezpieczeństwa Państwowego. Deputowany do Rady Najwyższej RFSRR. 
25 października 1938 aresztowany, 4 lutego 1940 skazany na śmierć przez Wojskowe Kolegium Sądu Najwyższego ZSRR, następnie rozstrzelany.

## Odznaczenia
- Order Lenina (22 lipca 1937)
- Order Czerwonego Sztandaru (trzykrotnie - 1923, 1927 i 22 lutego 1938)
- Odznaka "Honorowy Funkcjonariusz Czeki/GPU (V)" (1929)
- Odznaka "Honorowy Funkcjonariusz Czeki/GPU (XV)" (20 grudnia 1932)